# Hell (Norvège)
Pour les articles homonymes, voir Hell.
Hell est une localité de Norvège située dans la municipalité de Stjørdal dans le comté de Trøndelag et qui compte 1593 habitants au 1er janvier 2012. Le nom hell provient du vieux mot norrois hellir soit une paroi rocheuse s'avançant au-dessus du vide (un surplomb). Au début du XIXe siècle, le nom s'écrivait Helle.
La gare de Hell se trouve à la jonction des lignes de chemin de fer de Meråker et du Nordland.